# Fantastic Fly/Odissey
I due pezzi strumentali  Fantastic fly e Odissey vennero pubblicati dai Pooh in un 45 giri del 1978.

## Il disco
Ripete l'esperienza realizzata quasi due anni prima con Risveglio/La gabbia: per la seconda volta, il gruppo si cimenta nel genere della musica da film. Le musiche dei Pooh fanno da colonna sonora e da sigla dello sceneggiato televisivo Racconti fantastici, (per la regia di Daniele D'Anza e Biagio Proietti, con Philippe Leroy). Si tratta in questo caso di un programma televisivo che reinventa liberamente alcune trame dei racconti di Edgar Allan Poe.
In seguito a questa pubblicazione, i Pooh non realizzano più colonne sonore; secondo quanto dichiarato da loro, una tale rinuncia era dovuta al considerevole dispendio di tempo che comportavano quei progetti.

## I brani
Come nel caso di Risveglio/La gabbia, si ha un pezzo più tranquillo come facciata A e uno di tono più drammatico per la facciata B.
- La prima facciata Fantastic fly, il volo fantastico, è il pezzo strumentale usato come sigla del programma e per accompagnare alcune scene di carattere misterioso. L'esecuzione del brano in una semplice versione per pianoforte solo diventa parte integrante della trama dello sceneggiato televisivo.  Per quanto riguarda la genesi della composizione, Fantastic fly nasce dall'ulteriore sviluppo di un pezzo strumentale in origine noto solo al pubblico dei concerti: il pezzo allo stato embrionale è Odeon, il cui materiale sarà utilizzato in parte proprio per Fantastic fly ed in parte come introduzione strumentale alla canzone Terry B. (dunque solo ai tempi dell'album Giorni infiniti).
- Il retro Odissey  ripete ad libitum dei brevi fraseggi di tastiere ed è strutturato in maniera simile al brano musicale La gabbia.  Si profila soltanto nelle puntate finali della trasmissione sottolineando alcune scene drammatiche. All'interno della produzione musicale dei Pooh, il pezzo ha una certa importanza dato che all'epoca veniva utilizzato come introduzione alle esibizioni dal vivo del complesso.

Entrambe le composizioni sono di Roby Facchinetti. I brani non vennero inclusi né in album di inediti, né nella consueta antologia triennale del periodo (I Pooh 1978-1981). In compenso, furono ripescati in occasione della raccolta I Pooh 1981-1984 nella parte Tutto quanto mai apparso su LP/Anni senza fiato.

## Formazione
La formazione del gruppo è:
- Roby Facchinetti – tastiere
- Dody Battaglia – chitarra, mandolino
- Stefano D'Orazio - batteria
- Red Canzian - basso